# Medičejci
Medičejci (italijansko Medici) so bili sinjori Firenc od leta 1434 do leta 1737.  Odlikovali so se kot veliki podporniki znanosti in umetnosti in napravili iz Firenc središče kulture tedanjega sveta.

## Začetki družine med legendo in zgodovino
Ime družine Medici izhaja iz naziva "medico" (zdravnik), ki ga je nosil njihov davni prednik Medico di Poltrone, znan po zdravniški sposobnosti. Živel je v 11. stoletju (1046-1102) in obstaja dokumentacija o njegovem nasledstvu vse do vzpona Medičejcev v 15. stoletju. Iz teh dokumentov je razvidno, da so se Medici sprva bavili s trgovanjem volne in volnenih izdelkov. Ukvarjali so se tudi s politiko in bili večkrat v samem vodstvu Florentinske republike. Firence so bile od leta 1115 dalje samostojna komuna, kjer so se dolgo borili za politično nadoblast gvelfi in gibelini. Po krvavih spopadih so leta 1269 zmagali gvelfi. Mesto je bilo odtlej svobodna republika, ki ji je vladala oligarhija premožnih trgovcev in bankirjev. 
Medičejci so bili meščani Firenc, ki so v 13. stoletju začeli kupovati posestva v okolici mesta, v kraju Mugello, kjer so v poznejših časih imeli rezidenco. Bili so med najuglednejšimi družinami mesta še iz časov komune. ki so jo že v zgodnjem 13. stoletju predstavljali v stikih z drugimi mestnimi državami na polotoku.
Tradicija, pravzaprav legenda, je ime Medici prvič zabeležila leta 1296, ko je bil Ardingo Medičejski gonfaloniere (župan) in njegov brat Guccio tri leta kasneje. Averardo, Cosimov prapraded, je bil gonfaloniere 1314. Ponovno je bil za gonfaloniera izbran Salvestro Medičejski [1370 in 1378), ki se je ob uporu ciompi-jev (delavcev v volnenih obratih) postavil začasno na njihovo stran.
Zgodovinarji menijo, da so podatki o teh zgodnjih pripadnikih družine in o njihovih visokih sposobnostih in časteh, samo zapisi malo verodostojnih oboževalcev. 
Za zgodovinarje je nasledstvo od Medica Poltroneja "verjetno", saj se ujemajo številni zgodovinski podatki. Ostaja pa tudi zanj sum, da so si ga izmislili srednjeveški življenjepisci. Zato velja za očaka dinastije neki Giambuono, ki je živel med 12. in 13. stoletjem. Imel je tri sinove. Prvemu je bilo ime Bonagiunta in njegova veja se je po tradiciji bavila s politiko, saj je več njegovih potomcev doseglo najvišje položaje v mestni upravi. Bili so pa nespretni v ekonomskih zadevah in so popolnoma obubožali. Zadnji moški predstavnik te veje je umrl v 15. stoletju, pred zgodovinskim vzponom družine.
Drugi brat se je imenoval Chiarissimo in njegovi potomci so bili v glavnem vojaki. Nekateri od njih so bili celo obsojeni zaradi krutosti v boju ali zaradi umora. Edini od njih, ki se je povzpel do političnih odgovornosti, se je izkazal za nesposobnega in je bil poslan v izgnanstvo.
Tretji brat je bil Averardo Bicci, ki je bil spreten gospodar. Uvidel je ugodne trenutke za nakup zemljišč in tako pridobil obširne posesti v predmestju Firenc. Imetje je razdelil med šest sinov, ki so pa sklenili, da ga upravljajo kolektivno, kot "Družba Averardovih sinov". S podedovanim kapitalom so ustanovili uspešno bančno ustanovo, ki se je ukvarjala z vsemi finančnimi problemi mesta. Ta družba je sicer delovala samo deset let, a je bistvene važnosti za nadaljnji razvoj dinastije. Čeprav so se Averardovi nasledniki uveljavili na vseh področjih, vključno s politiko in vojsko, so bili vseskozi spretni gospodarji, ki so znali večati družinsko bogastvo. Med letoma 1349 in 1375 so postopoma odkupili celo velik predel samega mesta Firence.

## Vzpon dinastije
Giovanni di Bicci (1360-1429) je bil sin premožnega Averarda, vendar je po očetovi smrti moral deliti dediščino z več brati, tako da se je moral zaposliti pri bogatem stricu. Ta je bil bankir in Giovanni se je kmalu toliko izučil, da je z ženino doto odkupil rimsko podružnico stričeve banke. Ko je njegov prijatelj Baldassarre Cossa postal papež, mu je zagotovil vse poslovanje s Papeško državo, ki je bilo tedaj zelo živahno. Giovanni di Bicci je postal najbogatejši bankir v Firencah in je razširil svojo dejavnost po vsej Evropi. 
Giovanni di' Bicci je imel dva sina, Cosima in Lorenza, ki sta kasneje kot začetnika dveh vej rodu Medičejcev oba dobila vzdevek Starejši.

## Starejša veja rodu Medičejcev
Starejša veja rodu Medičejcev izhaja od Cosima Medičejskega Starejšega, ki je bil ded Lorenzu Medičejskemu Veličastnemu. Iz te veje so se povzpeli papeža Leon X.  in Klemen VII. in francoska kraljica Katarina Medičejska. Leta 1537 je veja izumrla in nasledila jo je mlajša veja.

### Cosimo Medičejski Starejši (1389-1464)
Cosimo Medičejski Starejši, ki je s smrtjo očeta postal vodja družine, je nadaljeval s preudarnim gospodarjenjem. V florentinski republiki je postal dejanski pobudnik in nadzornik javnega življenja, čeprav se ni nikoli hotel potegovati za visoka republiška priznanja. Podpiral je umetnosti in filozofijo. Zaradi priljubljenosti med ljudstvom so ga politični nasprotniki po krivem obsodili izdaje republike in obsodili na izgon. To je ostalo v spominu kot prvo pregnanstvo Medičejcev.
Že po letu dni, ko so Firence prišle v gospodarsko krizo, so poklicali Cosima nazaj. Povratek Medičejcev na oblast je bila velika politična zmaga, ki jo je Cosimo tudi dobro izkoristil. Pod njegovim vodstvom se je okrepila mestna ekonomija, predvsem pa politična ureditev države. Odtlej je bil Cosimo v Firencah kralj razen po imenu (kot je rekel Enea Silvio Piccolomini, kasnejši papež Pij II.). Ob koncu življenja mu je ljudstvo podelilo častni naslov starih Rimljanov pater patriae, oče domovine, v zahvalo za vsestranski razvoj Firenc.

### Lorenzo Medičejski Starejši (ok. 1395-1440)
Lorenzo je vedno sodeloval z bratom Cosimom in bil njegov svetovalec v gospodarskih zadevah Firenc. Čeprav se ni rad ukvarjal s politiko, je bil večkrat bratov predstavnik in odposlanec pri drugih tedanjih državah. Vendar je bilo njegovo glavno zanimanje bančništvo. Da bi bolje sledil poslovanju družinskega Banco Medičejski, se je celo leta 1435 preselil v Rim, kjer je banka upravljala dober del papeževih poslov.
Imel je dva sina: Francesco je zgodaj umrl brez potomstva, Pierfrancesco pa je začetnik stranske veje Medičejcev, ki je v 16. stoletju prišla na oblast kot mlajša veja dinastije. Po Lorenzovi zgodnji smrti so otroci prešli pod bratovo varstvo. Sodelovanje med brati in sorodniki je bila bistvena značilnost Medičejcev in je verjetno glavni temelj njihove moči.

### Lorenzo Medičejski Veličastni (1449-1492)
Cosima je nasledil sin Piero Medičejski Protinasti (1416-1469), ki je pa že po petih letih umrl in oblast je prešla na njegovega sina Lorenza. Cosimov vnuk je njegovo delo nadaljeval in si s svojim državniškim talentom prislužil vzdevek Veličastni.
Po devetih letih vladanja je doživel zgodovinsko najhujši napad na Medičejce, zaroto Pazzijev, pri kateri je bil ubit njegov brat Giuliano, on sam pa se je, čeprav ranjen, rešil. Ta dogodek je vzbudil še večjo naklonjenost prebivalstva in vodilnih osebnosti in priznana mu je bila praktično neomejena oblast. Lorenzo se je hudo maščeval nad zarotniki in dal pobiti vse Pazzije in njihove pristaše, vključno z nadškofom Salviatijem. Zaradi tega ga je papež izobčil in mu napovedal vojno. Do spopada sicer ni prišlo niti naslednji dve leti, a vojna nevarnost je porazno vplivala na gospodarsko stanje v Firencah, dokler ni Lorenzo s spretnimi pogajanji in veliko denarja dosegel mir. Do svoje smrti si je prizadeval ohraniti mir tudi v ostali Italiji. Zanemaril pa je bančništvo in dopustil, da je Banco Medičejski skoraj propadel. Firence so z njim dosegle prvi vrh svojega kulturnega vzpona.

### Piero di Lorenzo Medičejski (1471 - 1503)
Po Lorenzovi smrti so njegovi nasprotniki odločno nastopili. Karel VIII. Francoski je grozil mestu z dobro oboroženo vojsko in Piero, Lorenzov sin in naslednik, se mu je rade volje predal, zato je moral pred jezo meščanov zbežati, vlada pa je potem izgnala iz mesta vse Medičejce (drugo pregnanstvo Medičejcev, 1494).  Sorodniki iz mlajše veje rodu Medičejcev, ki so v mestu ostali, so tedaj spremenili priimek v Popolano.

### Pregnanstvo in povratek
Slabe gospodarske razmere, bankrot Medičejcev in politična kriza države so pripravili prostor za fanatičnega meniha Savonarolo, ki je pridigal proti razkošju in sproščenosti medičejskih časov in pozival k vrnitvi k "pravi" veri. Od pregnanih Medičejcev je Piero ostal v Italiji in umrl v brodolomu. Njegova brata Giovanni (tedaj že kardinal) in Giuliano ter posvojeni nečak Giulio (sin Lorenzovega umorjenega brata Giuliana) so potovali po Nemčiji,  Nizozemski, Angliji in Franciji. Ko pa je papež Savonarolo proglasil za heretika in so se tudi Firenčani naveličali njegovega terorja in ga sežgali na grmadi, so se potujoči Medičejci vrnili v Rim.
V Firencah se je ohranila republikanska ureditev, a pomanjkanje vodilnih osebnosti in verski fanatizem Savonarole sta mesto privedla v globoko krizo. Postalo je glavni zaveznik Francozov, ki so se tedaj borili s Papeško državo. Papež Julij II. je hotel prizadeti Francoze z odcepom Firenc od tega zavezništva, kar je bilo mogoče samo s povratkom Medičejcev na oblast. Po Pierovi smrti je vodstvo dinastije prešlo na njegovega brata Giovannija, ki je že v sedmem letu starosti postal menih in se je nato z leti povzpel do kardinalata. Papež mu je dodelil vojsko, ob podpori katere se je Giovanni vrnil v Firence in prevzel oblast skupaj z bratom Giulianom.

### Giovanni Medičejski - papež Leon X. (1475-1521)
Po nekaj mesecih je Giovanni postal papež Leon X.. Kot Leon X. je bil ljubitelj razkošnega življenja in mecen pomembnih umetnikov (Raffaello Sanzio in Michelangelo Buonarroti). V Firencah je postavil na oblast Pierovega sina Lorenza, a že 1519. je Lorenzo umrl in njegovo mesto je prevzel Giulio, tedaj že kardinal, s svojimi namestniki.
Medtem je Giuliano ohranil in poglobil prijateljstvo s Francozi, tako da mu je kralj podelil vojvodski naslov in dedno pravico vladanja, Giulianovemu sinu Lorenzu je pa podelil isti naslov kar papež sam po osvojitvi mesta Urbino. Tako so Medičejci postali plemiči prav v času spreminjanja sinjorij v principate.
Leon X. se je sedaj lotil urejanja težav, ki mu jih je na severu povzročal Martin Luther. S španskim kraljem Karlom I. se je dogovoril, da bo v zameno za obsodbo Lutra podprl njegove ozemeljske zahteve v Italiji proti francoskemu kralju Francu I.. Karel je prišel z vojsko v Italijo, premagal francosko vojsko in zavzel Milano. Tedaj pa je Leon X. nenadoma umrl (1521).

### Giulio Medičejski - papež Klemen VII. (1478-1534)
Giuliano in Lorenzo sta kmalu umrla in tudi Giovanni-Leon X. jima je v kratkem sledil. Na papeškem stolu mu je sledil Hadrijan VI., ki je pa po enem letu umrl, in izvoljen je bil spet Medičejec. To je bil Giulio, nezakonski a priznan sin tistega Giuliana, ki je bil leta 1478 umorjen v zaroti Pazzijev. Kot papež Klemen VII. je prekinil prijateljske stike s Svetim rimskim cesarstvom in sklenil zavezništvo s Francozi, zaradi česar mu je Karel V. Habsburški poslal landsknehte, ki so opustošili Rim.
Klemen se je umaknil v Angelski grad. Luteranska vojska je divjala in ropala po mestu in okolici še vse poletje in jesen, pregnali sta jo šele lakota in kuga. Papež pričakovane pomoči ni dočakal. 7. decembra je z zlatom in nekaj spremljevalci preoblečen pobegnil v nedostopno trdnjavo v Orvietu. Kmalu sta se cesar in papež pobotala in Klemen je spet zagospodaril po Italiji. Malo pred smrtjo, jeseni 1543., je poročil Caterino, hčer Lorenza II., s Henrikom, bodočim francoskim kraljem.

### Alessandro Medičejski (1510-1537)
Med tem so v Firencah prevladali nasprotniki Medičejcev, zato so nastopili proti svojemu sinjorju Alessandru, ki je bil papežev ljubljenec in baje njegov sin. Izgnali so Alessandra in vse Medičejce, kar je tretje pregnanstvo Medičejcev, in spet postavili republikansko oblast.
Klemen je bil še vedno papež, Karel pa je želel postati cesar Svetega rimskega cesarstva. In sta se domenila. V zameno za priznanje ozemeljskega stanja v Italiji in kronanje za cesarja, je Karel obljubil, da bo Firence vrnil Medičejcem, če bo treba s silo. Firenčani so se na obrambo spet dobro pripravili in okrepili utrdbe. Zdržali so desetmesečno obleganje, ko pa je padel njihov poveljnik Francesco Ferrucci, so se izčrpani vdali. Klemen je bil milosten. Pustil jim je republikansko oblast, na čelo katere je postavil spet Alessandra. Cesar pa je Alessandra imenoval za vojvodo, s čimer so Firence formalno zaključile dobo republike in postale Toskanska vojvodina. 
Po Klemnovi  smrti je postal Alessandro vse bolj despotski. Florentinski republikanci so bili spet obupani. Rešil jih je Alessandrov daljni bratranec in pajdaš v zabavah, nekoliko ekscentrični Lorenzino, ki so mu pravili Lorenzaccio. Organiziral in izpeljal je Alessandrov uboj, a je bil tudi sam v kratkem umorjen iz zasede. Tako se je izčrpala glavna veja Medičejcev, ki je izhajala od Cosima Starejšega.
Florentinske oblasti so na Alessandrovo mesto postavile Cosima iz mlajše veje rodu Medičejcev.

### Katarina Medičejska (1519-1589)
Tisti Lorenzo, ki je po zaslugi Leona X. postal vojvoda mesta Urbino, je še mlad umrl skupaj z ženo, verjetno zaradi kuge. Zapustil je komaj rojeno hčerko Katarino, ki jo je stric Klemen VII. vzel pod svoje varstvo. Katarina se je poročila z bodočim francoskim kraljem Henrikom. Kot njegova žena je bila kraljica, po njegovi smrti je bila regentka za vse tri sinove, ki so očetu sledili na prestolu.

## Mlajša veja rodu Medičejcev
Mlajša veja rodu Medičejcev izhaja od Lorenza Starejšega in je prišla na vodstvo družine Medici po izumrtju potomcev njegovega brata Cosima Starejšega. Iz te veje se je najviše povzpela Marija Medičejska francoska kraljica. Leta 1743 je veja ostala brez potomcev.

### Cosimo I. Medičejski (1519-1574)
Cosimo je bil po očetu pravnuk Lorenza Starejšega, po materi pa pravnuk Lorenza Veličastnega. Sedemnajstletni Cosimo se je, v nasprotju s pričakovanji republikanskih voditeljev, takoj pokazal kot odločen samostojen voditelj, ki ve kaj hoče. Zavaroval se je s švicarsko gardo, obračunal z zarotniki, pridobil si je naklonjenost meščanov. Z vojsko je zavzel Sieno. Krmaril je med napredkom in zahtevami cerkve. Da bi se prikupil cerkvi in Papeški državi, je organiziral simbolični požig knjig, na kar mu je papež podelil naziv nadvojvode Toskanskega.
Cosimo je ostal na prestolu 37 let. Popeljal je Firence v drugi gospodarski in politični vrh. Zgradil je močno mornarico. Tudi v njegovem času sta v Firencah cveteli umetnost in kultura, ki sta še naslednjih 200 let vplivali na kulturni razvoj Evrope.

### Francesco Medičejski (1541-1587)
Sin Francesco ni bil rojen za vladanje, bil je umetniške narave, melanholičen, lahkomiseln. Sodobnike je vznemirjala njegova afera s poročeno Benečanko Bianco Cappello, s katero se je po ženini smrti tudi poročil. Po očetovih načrtih je začel z gradnjo pristanišča Livorno, postavil je začetke galerije Palatina. Vladanje je prepustil očetovim ministrom, sam pa se je ukvarjal z znanostjo, predvsem kemijo.
Umrl je po 12 letih vladanja.

### Ferdinando I. Medičejski (1549-1609)
Nasledil ga je brat Ferdinando, ki je prej že deset let opravljal kardinalsko službo v Rimu. Vladal je razumno in urejeno, vzpodbujal je gospodarstvo, nove obrti. Pristanišče Livorno je odprl prosti trgovini in v njem dovolil naseljevanje protestantov in Judov. Denarno je podpiral hugenote v Franciji in organiziral poroko Francescove hčerke Marije s francoskim kraljem Henrikom IV. Skrbel je za veselo razpoloženje v Firenceh. Močno se je trudil, da bi Medičejcem povrnil stari sijaj, kar mu je v veliki meri uspelo.

### Cosimo II. Medičejski (1590-1621)
Po Ferdinandovi smrti je zasedel prestol njegov sin Cosimo. Bil je sposoben in razgledan vladar, a je umrl komaj tridesetleten. Ukinil je zgodovinski Banco Medičejski, to je banko, ki je bila osnova in podpora vse dinastije, ker je smatral za nedostojno, da se vladar ukvarja z bančništvom. Imenoval je Galileja, svojega učitelja z univerze v Padovi, za dvornega učitelja in mu poklonil veliko vilo s posestvom. V prvi inkviziciji proti Galileu je bil prav Cosimov poseg odločilen za njegovo oprostitev. Cosimo je zgodaj obolel za tuberkulozo in je vedel, da bo umrl, preden bo njegov sin polnoleten. Zato je učil svoje otroke, da morajo med seboj sodelovati in pomagati najstarejšemu pri vodstvu države. Istočasno je določil natančna navodila za bodoče regente, ki naj bi pomagali njegovemu nasledniku. Toda po njegovi smrti sta regentki, Cosimova mati in žena, grobo kršili vsa ta navodila. Vdali sta se razsipanju družinskega premoženja, imenovali sta na odgovorna mesta nesposobne ljudi, prezrli sta ekonomski razvoj in skušali kriti vse te napake z višanjem davkov.

### Ferdinando II. Medičejski (1610-1670)
Ferdinando je bil ob smrti očeta enajstleten. Namesto njega sta vladali mati in stara mati, ki sta bili nedorasli nalogi in pod vplivom klera. Ko je postal polnoleten, je prevzel oblast ob sodelovanju bratov, ki so mu tudi pozneje vedno stali ob strani. Skrčil je dvorne stroške in preuredil državne finance. Bil je med ustanovitelji prve akademije znanosti Accademia del Cimento, zbiral je umetnine in podpiral umetnike.
Bil je priljubljen in sposoben vladar, a živel je v težkih časih. Kuga iz leta 1630 je samo v Firencah pokončala desetino prebivalcev, veliko več še na podeželju, in to je bil hud udarec za državo. Francija in Španija sta se borili za posesti na Apeninskem polotoku in Toskanska vojvodina je morala z obema vzdrževati prijateljske odnose, da je nista napadli, kar je pomenilo tudi občutne stroške. Nasprotno je bila v stalni vojni s Papeško državo, kar jo je še bolj slabilo.
Kot Galilejev učenec je bil Ferdinando prepričan zagovornik novih spoznanj, vendar ni mogel zaščititi svojega učitelja, ko se je leta 1633 drugič zagovarjal pred naraščajočo močjo inkvizicije. S tem se je končalo dvestoletno brezpogojno medičejsko mentorstvo umetnosti in znanosti. 

## Zaton dinastije
Po Ferdinandu II. se je politična moč medičejskih vladarjev samo še zmanjševala. Ferdinandova žena je nadaljevala z negativnimi posegi v politiko, ki sta jih bili začeli moževi regentki, pri katerih je bila tudi vzgojena. Predvsem je vnašala v administracijo razne cerkvene predstavnike, ne glede na njihovo poklicno sposobnost. Za sina Cosima je poskrbela kar najbolj religiozno vzgojo in ni dovolila, da bi se izobraževal v "laičnih" predmetih. Ferdinando se je vsemu temu upiral, a skrb za splošno negativno stanje države, pa tudi njegov popustljiv značaj, mu nista dopuščala, da bi v družini strogo postopal. 

### Cosimo III.
Cosimo III. Medičejski (14. avgust 1642 - 31. oktober 1723) je bil predzadnji (šesti) veliki vojvoda. Vladal je med letoma 1670 in 1723 in bil starejši sin velikega vojvode Ferdinanda II. Cosimovo 53-letno vladavino, najdaljšo v toskanski zgodovini, je zaznamovala vrsta strogih zakonov, ki so urejali prostitucijo in prepovedovali majska praznovanja. Za časa njegove vladavine so se gospodarske razere v nekdaj bogati Toskani hudo poslabšale. Ko je umrl leta 1723, ga je nasledil starejši preživeli sin Gian Gastone.
Gian Gastone Medičejski (1671-1737), drugi sin Cosima III., je prišel na oblast 53 leten, potem ko je vse življenje sovražil politiko in dvorne navade. Njegovo vladavino je zaznamoval preobrat glede na politiko njegovega predhodnika; ukinil je davke za revnejše ljudi, razveljavil kazenske zakone, ki so omejevali Jude, in ukinil javne usmrtitve. Gian Gastone se je na vso moč trudil pri reformiranju svojega kraljestva in odstranjevanju podkupljivih ljudi iz vlade. Ni zapustil naslednika. Gian Gastone je umrl 9. julija 1737, z njim pa se je končala 300-letna vladavina Medičejcev v Firencah.

### Ana Marija Luiza
Ana Marija Luiza (1667-1743) se je po bratovi smrti posvetila urejanju umetniških zbirk in dala velika sredstva za dograditev mavzoleja Medičejcev ob cerkvi svetega Lovrenca. Pred smrtjo je sklenila pogodbo z dediči, Lotarinškimi Habsburžani, po kateri je morala kulturna dediščina Medičejcev ostati v Firencah, kjer naj jo bodoči oblastniki vzdržujejo in ohranijo za bodoče rodove. To je bila zadnja valikodušna poteza zgodovinskih mecenov, ki je dovolila, da so Firence še danes svetovno središče umetnosti.

## Rodovnik Medičejcev

### Začetki rodu
|  |  |                    |                    |                    |                    |                    |                    | Jacopa Spini                 | Jacopa Spini                 | Jacopa Spini                 | Jacopa Spini                 | Jacopa Spini                 | Jacopa Spini                 |                    |                    | Averardo de' Medici III. | Averardo de' Medici III. | Averardo de' Medici III.                                       | Averardo de' Medici III.                                       | Averardo de' Medici III.                                       | Averardo de' Medici III.                                       |                                                                |                                                                |  |  |                  |                  |                  |                  |                  |                  |  |  |                                                               |                                                               |                                                               |                                                               |                                                               |                                                               |  |  |
|  |  |                    |                    |                    |                    |                    |                    | Jacopa Spini                 | Jacopa Spini                 | Jacopa Spini                 | Jacopa Spini                 | Jacopa Spini                 | Jacopa Spini                 |                    |                    | Averardo de' Medici III. | Averardo de' Medici III. | Averardo de' Medici III.                                       | Averardo de' Medici III.                                       | Averardo de' Medici III.                                       | Averardo de' Medici III.                                       |                                                                |                                                                |  |  |                  |                  |                  |                  |                  |                  |  |  |                                                               |                                                               |                                                               |                                                               |                                                               |                                                               |  |  |
|  |  |                    |                    |                    |                    |                    |                    |                              |                              |                              |                              |                              |                              |                    |                    |                          |                          |                                                                |                                                                |                                                                |                                                                |                                                                |                                                                |  |  |                  |                  |                  |                  |                  |                  |  |  |                                                               |                                                               |                                                               |                                                               |                                                               |                                                               |  |  |
|  |  |                    |                    |                    |                    |                    |                    | Giovanni di Bicci de' Medici | Giovanni di Bicci de' Medici | Giovanni di Bicci de' Medici | Giovanni di Bicci de' Medici | Giovanni di Bicci de' Medici | Giovanni di Bicci de' Medici |                    |                    | Piccardia Buerri         | Piccardia Buerri         | Piccardia Buerri                                               | Piccardia Buerri                                               | Piccardia Buerri                                               | Piccardia Buerri                                               |                                                                |                                                                |  |  |                  |                  |                  |                  |                  |                  |  |  |                                                               |                                                               |                                                               |                                                               |                                                               |                                                               |  |  |
|  |  |                    |                    |                    |                    |                    |                    | Giovanni di Bicci de' Medici | Giovanni di Bicci de' Medici | Giovanni di Bicci de' Medici | Giovanni di Bicci de' Medici | Giovanni di Bicci de' Medici | Giovanni di Bicci de' Medici |                    |                    | Piccardia Buerri         | Piccardia Buerri         | Piccardia Buerri                                               | Piccardia Buerri                                               | Piccardia Buerri                                               | Piccardia Buerri                                               |                                                                |                                                                |  |  |                  |                  |                  |                  |                  |                  |  |  |                                                               |                                                               |                                                               |                                                               |                                                               |                                                               |  |  |
|  |  |                    |                    |                    |                    |                    |                    |                              |                              |                              |                              |                              |                              |                    |                    |                          |                          |                                                                |                                                                |                                                                |                                                                |                                                                |                                                                |  |  |                  |                  |                  |                  |                  |                  |  |  |                                                               |                                                               |                                                               |                                                               |                                                               |                                                               |  |  |
|  |  |                    |                    |                    |                    |                    |                    |                              |                              |                              |                              |                              |                              |                    |                    |                          |                          |                                                                |                                                                |                                                                |                                                                |                                                                |                                                                |  |  |                  |                  |                  |                  |                  |                  |  |  |                                                               |                                                               |                                                               |                                                               |                                                               |                                                               |  |  |
|  |  | Antonio de' Medici | Antonio de' Medici | Antonio de' Medici | Antonio de' Medici | Antonio de' Medici | Antonio de' Medici |                              |                              | Damijan de' Medici           | Damijan de' Medici           | Damijan de' Medici           | Damijan de' Medici           | Damijan de' Medici | Damijan de' Medici |                          |                          | Cosimo de' Medici Starejši (Začetnik starejše veje Medičejcev) | Cosimo de' Medici Starejši (Začetnik starejše veje Medičejcev) | Cosimo de' Medici Starejši (Začetnik starejše veje Medičejcev) | Cosimo de' Medici Starejši (Začetnik starejše veje Medičejcev) | Cosimo de' Medici Starejši (Začetnik starejše veje Medičejcev) | Cosimo de' Medici Starejši (Začetnik starejše veje Medičejcev) |  |  | Contessina Bardi | Contessina Bardi | Contessina Bardi | Contessina Bardi | Contessina Bardi | Contessina Bardi |  |  | Lorenzo de' Medici Starejši (Začetnik mlajše veje Medičejcev) | Lorenzo de' Medici Starejši (Začetnik mlajše veje Medičejcev) | Lorenzo de' Medici Starejši (Začetnik mlajše veje Medičejcev) | Lorenzo de' Medici Starejši (Začetnik mlajše veje Medičejcev) | Lorenzo de' Medici Starejši (Začetnik mlajše veje Medičejcev) | Lorenzo de' Medici Starejši (Začetnik mlajše veje Medičejcev) |  |  |
|  |  | Antonio de' Medici | Antonio de' Medici | Antonio de' Medici | Antonio de' Medici | Antonio de' Medici | Antonio de' Medici |                              |                              | Damijan de' Medici           | Damijan de' Medici           | Damijan de' Medici           | Damijan de' Medici           | Damijan de' Medici | Damijan de' Medici |                          |                          | Cosimo de' Medici Starejši (Začetnik starejše veje Medičejcev) | Cosimo de' Medici Starejši (Začetnik starejše veje Medičejcev) | Cosimo de' Medici Starejši (Začetnik starejše veje Medičejcev) | Cosimo de' Medici Starejši (Začetnik starejše veje Medičejcev) | Cosimo de' Medici Starejši (Začetnik starejše veje Medičejcev) | Cosimo de' Medici Starejši (Začetnik starejše veje Medičejcev) |  |  | Contessina Bardi | Contessina Bardi | Contessina Bardi | Contessina Bardi | Contessina Bardi | Contessina Bardi |  |  | Lorenzo de' Medici Starejši (Začetnik mlajše veje Medičejcev) | Lorenzo de' Medici Starejši (Začetnik mlajše veje Medičejcev) | Lorenzo de' Medici Starejši (Začetnik mlajše veje Medičejcev) | Lorenzo de' Medici Starejši (Začetnik mlajše veje Medičejcev) | Lorenzo de' Medici Starejši (Začetnik mlajše veje Medičejcev) | Lorenzo de' Medici Starejši (Začetnik mlajše veje Medičejcev) |  |  |

### starejša veja rodu Medičejcev
```
Cosimo Medičejski Starejši
 (1389-1464), gospod v Firencah, poročen Contessina de' Bardi
│
├─Giovanni Medičejski (1421-1463), poročen Ginevra degli Alessandri
│
├─Carlo Medičejski (1428/30-1492), nezakonski, prelat
│
└─
Piero Medičejski Protinasti
 (1416-1469), gospod v Firencah, poročen Lucrezia Tornabuoni
    │
    ├─Maria Medičejska (1445 ca-1472), poročena Leonetto de' Rossi
    │
    ├─Bianca Medičejska (1445-1488), poročena Guglielmo de' Pazzi
    │
    ├─Nannina Medičejska (1448-1493), poročena Bernardo Rucellai
    │
    ├─Giovanni, nezakonski
    │
    ├─Giuliano Medičejski (1453-1478) partnerica Simonetta Vespucci
    │ │
    │ └─Giulio Medičejski) (1478-1534), papež 
Klemen VII.

    │   │
    │   └─Alessandro Medičejski, vojvoda Florentinski (1511-1537), poročen Margherita d'Austria
    │          │
    │          ├─Giulio Medičejski (ca. 1533-1600), nezakonski, poročen Angelica Malaspina
    │
    └─
Lorenzo Medičejski Veličastni
 (1449-1492), gospod v Firencah, poročen Clarice Orsini
        │
        ├─Lucrezia Medičejska (1470-1550), poročena Jacopo Salviati
        │ │
        │ ├─Maria Salviati (1499-1543), poročena 
Giovanni dalle Bande Nere
 (pravnuk  Lorenza 
        │ │ starejšega, začetnika mlajše veje rodu Medičejcev; Cosimo I. Medičejski je njun sin)
        │ │
        │ └─Francesca Salviati, poročena Ottaviano Medičejski
        │    │
        │    └─Alessandro Medičejski (1535-1605), 
papež Leon XI.
 (umrl slab mesec po imenovanju)
        │
        ├─ Piero Medičejski Nesrečni (1472-1503), gospod v Firencah, poročen Alfonsina Orsini
        │ │
        │ ├─
Lorenzo II. Medičejski
 (1492-1519), vojvoda Urbinski, poročen Madeleine de la Tour d'Auvergne
        │ │                                                                        
        │ │ └─
Katarina Medičejska
 (1519-1589), kraljica Francije, poročena 
Henrik II. Francoski

        │ │                                                            
        │ │
        │ └─Clarice Medičejska (1493-1528), poročena Filippo Strozzi
        │
        ├─Maddalena Medičejska (1473-1528), poročena Franceschetto Cybo (sin papeža Innocenca VIII.)
        │                                                                    
        ├─Giovanni Medičejski, (1475-1521), 
papež Leon X.

        │
        ├─Luisa Medičejska (1477-1488)
        │
        ├─Contessina Medičejska (1478-1515), poročena Piero Ridolfi
        │
        └─Giuliano Medičejski (1479-1516), vojvoda Nemourski, poročen Filiberta di Savoia
            │
            └─Ippolito Medičejski (1511-1535), nezakonski, kardinal
```

### mlajša veja rodu Medičejcev, nadvojvode Toskanski
```
Lorenzo Starejši (1395-1464), poročen Ginevra Cavalcanti 
  │
  └─Pierfrancesco Starejši (1430-1476), poročen Laudomia Acciaiuoli
    │
    ├─Lorenzo il Popolano (1463-1503) poročen Semiramide Appiano d'Aragona
    │
    └─Giovanni il Popolano (1467-1498) poročen Caterina Sforza
       │
       └─
Giovanni dalle Bande Nere
 (1498-1526), pročen Maria Salviati (vnukinja Lorenza 
          │            Veličastnega; združitev starejše in mlajše veje rodu Medičejcev)
          │            
          └─
Cosimo I. Medičejski
 (1519-1574), nadvojvoda Toskanski, poročen Eleonora di Toledo,
             │                                                  in kasneje Camilla Martelli
             ├─Bia Medičejska (1537–1542)
             │
             ├─Maria Medičejska (1540–1557)
             │
             ├─Francesco I. Medičejski (1541-1587), nadvojvoda Toskanski, poročen Giovanna 
             │ │                                      d'Austria in kasneje Bianca Cappello
             │ │
             │ ├─Eleonora Medičejska (1567-1611), poročena Vincenzo I Gonzaga
             │ │
             │ ├─Anna Medičejska (1569-1584)
             │ │
             │ ├─Lucrezia Medičejska (1572-1574) 
             │ │
             │ ├─
Marija Medičejska
 (1573-1642), kraljica Francije, poročena
             │ │                                               
Henrik IV. Francoski

             │ │
             │ ├─Filippo Medičejski (1577-1582)
             │ │
             │ └─Don Antonio Medičejski (1576-1621), poročen Artemisia Tozzi 
             │
             ├─ Isabella Medičejska (1542-1576)
             │
             ├─ Giovanni Medičejski (1543-1562), kardinal
             │
             ├─ Lucrezia Medičejski (1545-1562), poročena Alfonso II d'Este
             │
             ├─ Pietro (Pedricco) Medičejski (1546–1547)
             │
             ├─ Garzia Medičejski (1547 – 1562)
             │ 
             ├─ Don Pietro Medičejski (1554-1604) poročen Leonora Álvarez de Toledo  
             │                                                in Beatriz de Menezes
             ├─ Don Giovanni Medičejski  (1563-1621), poročen Livia Vernazza
             │
             ├─ Virginia Medičejska (1568-1615), poročena Cesare d'Este
             │
             └─
Ferdinando I. Medičejski
 (1549-1609), veliki kardinal, nadvojvoda Toskanski, 
                │                                                  poročen Cristina di Lorena
                │
                ├─ Eleonora Medičejska (1591-1617))
                │
                ├─Caterina di Ferdinando Medičejska (1593-1629), poročena Ferdinando I Gonzaga
                │
                ├─Francesco di Ferdinando Medičejski (1594-1614)
                │
                ├─Carlo Medičejski (1596-1666), kardinal
                │
                ├─Filippino Medičejski (1598-1602)
                │
                ├─Don Lorenzo Medičejski (1599-1648)
                │
                ├─Maria Maddalena Medičejska (1600-1633)
                │
                ├─Claudia Medičejska (1604-1648), poročena Federico Ubaldo I. della Rovere 
                │                                      in nadvojvoda Leopoldo V. d'Austria
                │
                └─Cosimo II. Medičejski (1590-1621), nadvojvoda Toskanski poročen Maria 
                   │                                                Maddalena d'Austria
                   ├─Maria Cristina Medičejski (1609-1632) 
                   │
                   ├─Giovan Carlo Medičejski (1611-1663), kardinal
                   │
                   ├─Margherita Medičejska (1612-1679), poročena Odoardo I. Farnese
                   │
                   ├─Mattias Medičejski (1613-1667)
                   │
                   ├─Francesco di Cosimo Medičejski (1614-1634) 
                   │
                   ├─Anna Medičejska (1616-1676), poroč. nadvojvoda Ferdinando Carlo d'Austria
                   │
                   ├─Leopoldo Medičejski (1617-1675), kardinal
                   │
                   └─Ferdinando II. Medičejski (1610-1670), nadvojvoda Toskanski, poročen 
                      │                                             Vittoria della Rovere
                      │
                      ├─Francesco Maria Medičejski (1660-1711), veliki kardinal
                      │
                      └─Cosimo III. Medičejski (1642-1723), nadvojvoda Toskanski, poročen 
                         │                                     Margherita Luisa d'Orléans
                         │
                         ├─knez Ferdinando Medičejski (1663-1713), poročen Violante Beatrice  
                         │                                                        di Baviera
                         │
                         ├─Gian Gastone Medičejski (1671-1737), nadvojvoda Toskanski poročen 
                         │                        Anna Maria Francesca di Sassonia-Lauenburg
                         │
                         └─Anna Maria Luisa Medičejska (1667-1743), por.Johann Wilhelm von
                                                                               Düsseldorf
```